# Nadya Ochner
Nadya Ochner (ur. 14 marca 1993 w Merano) – włoska snowboardzistka specjalizująca się w slalomie i gigancie równoległym. W 2014 roku wystartował na igrzyskach olimpijskich w Soczi, uzyskując 22. lokatę w slalomie równoległym i 23. miejsce w gigancie. Była też między innymi czternasta w slalomie równoległym na mistrzostwach świata w Stoneham w 2013 roku. Najlepsze wyniki w Pucharze Świata osiągnęła w sezonie 2018/2019, kiedy to zajęła 5. miejsce w klasyfikacji generalnej PAR, a w klasyfikacji PGS była czwarta.

## Osiągnięcia

### Igrzyska olimpijskie
| Miejsce | Dzień     | Rok  | Miejscowość | Konkurencja       | Zwyciężczyni    |
| ------- | --------- | ---- | ----------- | ----------------- | --------------- |
| 26.     | 19 lutego | 2014 | Soczi       | Gigant Równoległy | Patrizia Kummer |
| 22.     | 22 lutego | 2014 | Soczi       | Slalom równoległy | Julia Dujmovits |

### Mistrzostwa świata
| Miejsce | Dzień       | Rok  | Miejscowość   | Konkurencja                 | Zwyciężczyni              |
| ------- | ----------- | ---- | ------------- | --------------------------- | ------------------------- |
| 23.     | 25 stycznia | 2013 | Stoneham      | Gigant równoległy           | Isabella Laböck           |
| 14.     | 27 stycznia | 2013 | Stoneham      | Slalom równoległy           | Jekatierina Tudiegieszewa |
| 16.     | 22 stycznia | 2015 | Kreischberg   | Slalom równoległy           | Ester Ledecká             |
| 17.     | 23 stycznia | 2015 | Kreischberg   | Gigant równoległy           | Claudia Riegler           |
| 23.     | 15 marca    | 2017 | Sierra Nevada | Slalom równoległy           | Daniela Ulbing            |
| 18.     | 16 marca    | 2017 | Sierra Nevada | Gigant równoległy           | Ester Ledecká             |
| 15.     | 4 lutego    | 2019 | Park City     | Gigant równoległy           | Selina Jörg               |
| 12.     | 5 lutego    | 2019 | Park City     | Slalom równoległy           | Julie Zogg                |
| 18.     | 1 marca     | 2021 | Rogla         | Gigant równoległy           | Selina Jörg               |
| 30.     | 2 marca     | 2021 | Rogla         | Slalom równoległy           | Sofija Nadyrszina         |
| 12.     | 19 lutego   | 2023 | Bakuriani     | Glalom równoległy drużynowo | Tsubaki Miki              |
| 21.     | 21 lutego   | 2023 | Bakuriani     | Slalom równoległy           | Julie Zogg                |
| 1.      | 22 lutego   | 2023 | Bakuriani     | Slalom równoległy drużynowo | -                         |

### Puchar Świata

#### Miejsca w klasyfikacji generalnej PAR
- sezon 2009/2010: 72.
- sezon 2010/2011: 42.
- sezon 2011/2012: 18.
- sezon 2012/2013: 34.
- sezon 2013/2014: 13.
- sezon 2014/2015: 16.
- sezon 2015/2016: 11.
- sezon 2016/2017: 13.
- sezon 2017/2018: 22.
- sezon 2018/2019: 5.
- sezon 2019/2020: 12.

#### Miejsca na podium w zawodach
1. Carezza – 16 grudnia 2014 (gigant równoległy) - 3. miejsce
2. Cortina d’Ampezzo – 19 grudnia 2015 (slalom równoległy) - 2. miejsce
3. Cortina d’Ampezzo – 17 grudnia 2016 (slalom równoległy) - 3. miejsce
4. Carezza – 13 grudnia 2018 (gigant równoległy) - 1. miejsce
5. Pjongczang – 22 lutego 2020 (gigant równoległy) - 2. miejsce